# Vojkovice (ort i Tjeckien, Södra Mähren)
Vojkovice är en ort i Tjeckien.   Den ligger i regionen Södra Mähren, i den sydöstra delen av landet, 200 km sydost om huvudstaden Prag. Vojkovice ligger 184 meter över havet och antalet invånare är 1 032.
Terrängen runt Vojkovice är platt. Runt Vojkovice är det ganska tätbefolkat, med 155 invånare per kvadratkilometer. Närmaste större samhälle är Brno, 16,0 km norr om Vojkovice. Trakten runt Vojkovice består till största delen av jordbruksmark.